# Tőlevélrózsa

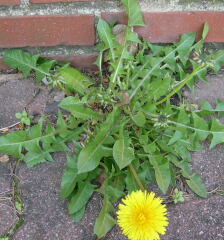
Tőlevélrózsa a pitypang tövén

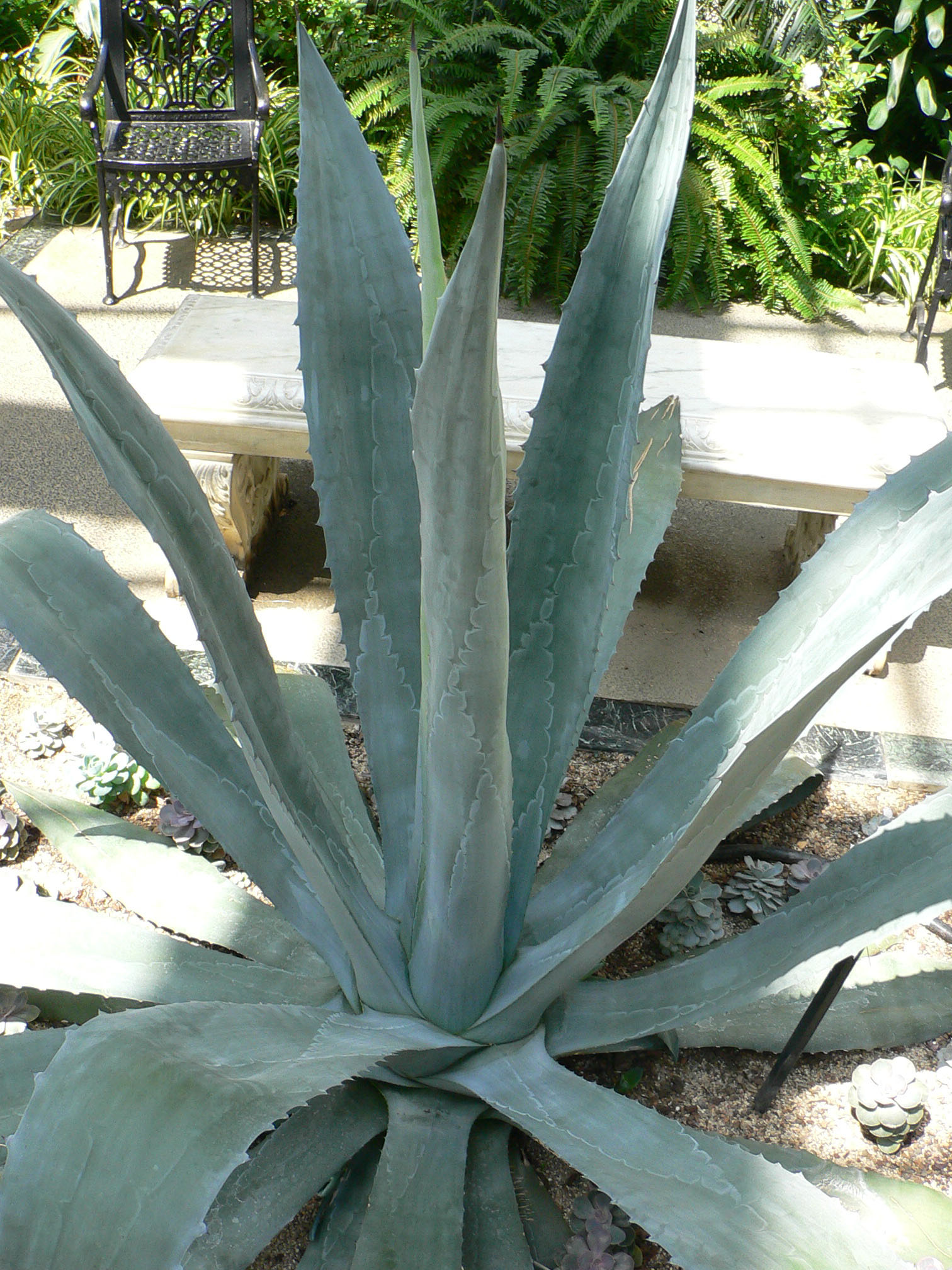
Tőlevélrózsa az amerikai agávén (Agave americana)

A tőlevélrózsa vagy tőrózsa (rosetta) a növény tövéből eredő, rendszerint körkörösen elhelyezkedő levelek összessége. Különösen gyakori az őszirózsafélék (Asteraceae) (például gyermekláncfű), keresztesvirágúak (Brassicaceae) (például káposzta) és a broméliafélék (Bromeliaceae) családjaiban.
Évelő vagy kétéves, lombhullató növényeknél gyakori, hogy télre a levélzet nagy része elhal, a megmaradó tőrózsa védi meg a növényt. Ilyenkor a szártagok (internodiumok) megrövidülnek, a levelek szorosabbra záródnak. Ez egyfajta szármódosulatnak is tekinthető.